# Åskapen
Åskapen är en sjö i Rättviks kommun i Dalarna och ingår i Dalälvens huvudavrinningsområde. Sjön har en area på 0,274 kvadratkilometer och ligger 339 meter över havet. Sjön avvattnas av vattendraget Forsen.

## Delavrinningsområde
Åskapen ingår i det delavrinningsområde (677433-146058) som SMHI kallar för Ovan None. Medelhöjden är 363 meter över havet och ytan är 14,25 kvadratkilometer. Det finns inga avrinningsområden uppströms utan avrinningsområdet är högsta punkten. Forsen som avvattnar avrinningsområdet har biflödesordning 4, vilket innebär att vattnet flödar genom totalt 4 vattendrag innan det når havet efter 324 kilometer. Avrinningsområdet består mestadels av skog (49 procent) och sankmarker (45 procent). Avrinningsområdet har 0,27 kvadratkilometer vattenytor vilket ger det en sjöprocent på 1,9 procent.